# Szimu
Szimu (Šimu) – w 1 połowie I tys. p.n.e. asyryjska prowincja ze stolicą o tej samej nazwie, leżąca w centralnej Asyrii.
Wiadomo, iż prowincja ta istniała już w okresie średnioasyryjskim. Państwo asyryjskie nigdy nie utraciło nad nią swej kontroli, choć jej stolica zbuntowała się raz przeciw asyryjskiemu królowi, dołączając wraz z wieloma innymi asyryjskimi miastami do wielkiej rewolty Aszur-da’’in-apla, syna króla Salmanasara III (858-824 p.n.e.). Prowincja wzmiankowana jest w jednym niedatowaym tekście administracyjnym zawierającym listę zbiegłych osób podległych gubernatorowi Szimu. Lokalizacja prowincji – z powodu niewielkiej liczby wzmianek o niej – pozostaje nieznana.